# Pieter Both
Pieter Both (Amersfoort, 1568 – Mauritius, 6 marzo 1615) è stato un ammiraglio olandese.
Non è molto noto dei suoi primi anni. Nel 1599, Both divenne ammiraglio della compagnia del Brabante con il compito di salpare verso le Indie orientali al comando di quattro navi. Quando la nuova Compagnia olandese delle Indie orientali cercò di creare un governo nei territori delle Indie orientali olandesi, Pieter Both venne proposto come primo governatore generale, ruolo che svolgerà dal 1610 al 1614. In questo periodo Both iniziò a creare dei contatti con le popolazioni delle Molucche, conquistò l'isola di Timor e cacciò gli spagnoli dall'isola di Tidore.
Dopo aver lasciato il suo ruolo di governatore generale nelle mani di Gerard Reynst, Both cercò di far ritorno nella madrepatria con quattro navi. Due delle navi che componevano la sua flotta affondarono presso la località di Flic-en-Flac, sull'isola di Mauritius. La seconda montagna più alta dell'isola di Mauritius venne chiamata Pieter Both in suo onore.